# Gazpacho (Band)
Gazpacho ist eine Artrock-Band aus Oslo, Norwegen.
Gegründet wurde die Band von Jan-Henrik Ohme (Gesang), Jon-Arne Vilbo (Gitarre) und Thomas Andersen (Keyboards, Produzent), die 1996 begannen, zusammen Musik zu machen. Die Produktionen der ersten Jahre wurden durch Gastmusiker vervollständigt, bevor Mikael Krømer (Geige, Coproduzent), Robert R. Johanson (Schlagzeug) und Kristian Torp (Bass) feste Mitglieder von Gazpacho wurden. Die Band benannte sich nach einem Titel des 1995 erschienenen Albums Afraid Of Sunlight ihres Vorbilds Marillion.
Die Musik von Gazpacho wird zum Neo-Prog gerechnet. Die hörbaren Einflüsse inspirierten einen Kritiker, die Musik von Gazpacho als „classical post ambient nocturnal atmospheric neo-progressive folk world rock“ zu bezeichnen. Die Band selbst bringt die vielfältigen Einflüsse durch ihren Namen Gazpacho zum Ausdruck und nennt Marillion, Porcupine Tree, Jeff Buckley, Kate Bush, Muse, Pink Floyd, Radiohead, Sigur Rós, Mew, Kraftwerk, Tori Amos, Mr. Bungle, Faith No More, Talk Talk, A-ha und Roger Waters.

## Geschichte

### Die ersten Jahre (1996–2001)
Jon-Arne Vilbo und Thomas Andersen hatten schon in einer Band namens Delerium zusammen gespielt, bevor sie auf Jan-Henrik Ohme trafen und damit der Grundstein für Gazpacho gelegt wurde.
Zwei Jahre arbeiteten sie an einem Konzeptalbum, mit dem Titel Random Access Memory, das sie dann gemeinsam verwarfen, da es ihnen nicht ausgereift genug erschien.
Roy Funner spielte in dieser Zeit den Bass, das Schlagzeug war ein Drum-Computer.

### Make-a-star und Bravo (2002–2003)
Alle drei Mitglieder von Gazpacho waren Teil des skandinavischen Zweigs von Marillions The Web fanclub. Dadurch wurde Jan-Henrik Ohme eingeladen, das Marillion-Stück Afraid of Sunlight bei der Swap The Band Show, während des ersten Marillion Convention Weekend zu singen. Auf dieser Convention verteilte die Band eine 4-Track-Promo-EP „Get it while it's cold“ die ihren Weg in einige Internet-Magazine und ein mehr als positives Echo fand.
Im Mai 2002 beteiligte sich die Band an einem Wettbewerb auf Make-A-Star mit dem Lied Sea Of Tranquility und gewann. Ein zweiter, eingereichter Song, Ghost, belegte den zweiten Platz. Daraufhin veröffentlichte die Band ein komplettes Album über MP3.com. Get It While It's Cold (37°C) beinhaltete drei Stücke der Promo-EP und drei neue Tracks. Mit einem dieser neuen Stücke (Nemo) gewann die Band den Make-A-Star-Wettbewerb ein zweites Mal.
Im Jahr 2003 veröffentlichte Gazpacho ihr erstes komplettes Album Bravo, welches fünf der sechs Tracks des MP3.com-Albums und sechs neue Kompositionen enthielt. Infolge des Make-A-Star-Wettbewerbs ergab sich Kooperationen mit Ester Valentine und dem neuseeländischen Produzenten Peter Kearns. Valentine sang zusammen mit Ohme das Duett Novgorod (welches sie mit komponierte) und Kearns produzierte zwei der Stücke auf Bravo. Dieses Album brachte weitere internationale Anerkennung, das führende Niederländische Musikmagazin OOR schrieb „dieses Debütalbum ist eine außergewöhnliche Schönheit“.
Die Band wurde eingeladen auf dem zweiten Marillion-Convention-Weekend zu spielen. Dazu wurde Gazpacho um den Schlagzeuger Geir Digernes erweitert (der schon bei einigen Stücken auf Bravo mitgespielt hatte) und Mikael Krømer (Geige) and Kristian Skedsmo (Querflöte) für den Titeltrack.

### Supporting Marillion (2004–2005)
Durch den Auftritt beim Convention Weekend bekam Gazpacho die Möglichkeit, Marillion auf ihrer Marbles-Tour durch elf europäische Länder zu begleiten. Dazu wurden Robert Johanson, der neue Schlagzeuger und Mikael Krømer und Kristian Skedsmo fester Bestandteil der Live-Band.
Vor Beginn der Tour veröffentlichte Gazpacho ihr zweites Album When Earth Lets Go; somit hatte die Band auch genügend Material für ihr Live-Repertoire. Für das When Earth Lets Go-Album bestand eine Zusammenarbeit mit dem Produzenten Steve Lyon (Paul McCartney, Depeche Mode, The Cure), der den Track Substitute for Murder produzierte, um zu sehen, ob sich ein Label für die Arbeit der Band interessierte. Trotz der Beteiligung Steve Lyons und gestiegenem Bekanntheitsgrad durch die Tour mit Marillion, konnte sich Gazpacho keinen Plattenvertrag sichern.
Durch die Freundschaft mit Marillion konnte Gazpacho ihr nächstes Album auf deren eigenem Label Racket Records veröffentlichen. Racket brachte damit das dritte Album der Band heraus und wiederveröffentlichte Bravo und When Earth Lets Go. Der Support von Marillion brachte auch eine Zusammenarbeit mit dem Marillion-Gitarristen Steve Rothery, der ein Solo in Do You Know What You Are Saying spielt. Eingeschickte Soundsamples der Fans wurden im Album verarbeitet, wie beispielsweise die eines Kammes und eines Leopard-II-Panzers.
Roy Funner verließ die Band nach der Tour 2004, um mehr Zeit für seine Familie zu haben und wurde durch Kristian Torp ersetzt. Mit dieser neuen Besetzung begleitete Gazpacho die Not Quite Christmas-Tour von Marillion auf vier weiteren Terminen.

### Night und.. (2006–2008)
Ein Jahr war es still um Gazpacho, bis sie das Album Night im Februar 2007 veröffentlichten. Dazu wurde die Band ein weiteres Mal zum Marillion's Convention Weekend eingeladen. So spielte Gazpacho ihren ersten internationalen Headlining Gig im Boerderij in Zoetermeer in den Niederlanden, am 1. Februar 2007.
Night ist ein Konzeptalbum mit 50 Minuten Länge, unterteilt in fünf Stücke. Die Band beschreibt das Konzept als die musikalische Beschreibung eines Traums oder einen Strom des Bewusstseins, der die Frage erforscht, wo Träume enden und die Realität beginnt und die Psyche das Werkzeug ist, das zu entscheiden hat, was es glauben soll. Die Person geht durch mehrere reale und imaginäre Erinnerungen und sieht die Welt aus Blickwinkeln unterschiedlicher Menschen. Sie reist durch die Zeit, besucht Orte rund um den Erdball, wie das alte New Orleans und alte Wälder, in denen heidnische Rituale begangen werden. Night erzählt vom Leben und den Möglichkeiten unser Dasein zu interpretieren.
Mikael Krømer, der die Geige auf allen vorgehenden Alben und Live Shows gespielt hatte, wurde mit dem Night Album ein volles Mitglied der Band und Coproduzent. Ebenso war Kristian „The Duke“ Skedsmo wieder mit dabei und spielte sechs verschiedene Instrumente für das Night Album ein.
Der Nachfolger „Tick Tock“ erschien am 27. März 2009 bei HWT/Sony Music. Thomas Andersen wurde bei den Aufnahmen besonders durch das achte Kapitel des Romans Wind, Sand und Sterne von Antoine de Saint-Exupéry inspiriert. Exupéry schildert darin autobiographisch, wie er und sein Kopilot Prévot nach einem Flugzeugabsturz durch eine Wüste irren. Die Frage nach dem letzten Tropfen Wasser wird zur Frage der Humanität: Soll die letzte Kugel in der Pistole einen von beiden töten oder den anderen zwingen das Wasser abzugeben? Die Band vertonte mit „Tick Tock“ die Reise Exupérys und den Appell, auch in extremen Situationen an der Menschlichkeit festzuhalten. Das Konzeptalbum wurde auf einer ausgiebigen Europatournee im März und April vorgestellt.
Im Juli 2009 wurde der zweistündige Auftritt der Band beim IV. Night-of-The-Prog-Festival auf der Loreley aufgezeichnet und im März 2010 als Doppel-CD + DVD veröffentlicht.

### Missa Atropos
Im Dezember 2010 unterzeichnete Gazpacho bei dem britischen post-progressive Label kscope wo auch Anathema, The Pineapple Thief und Steven Wilson unter Vertrag sind. So erschien im Januar 2011 das nun siebte Studioalbum Missa Atropos, gefolgt von einer Europatour.

### Demon
Das Studioalbum Demon ist inspiriert von einer Unterhaltung, die Thomas Andersen (Keyboarder und Produzent von Gazpacho) vor einigen Jahren mit seinem Vater führte. Dieser berichtete von einer geheimnisvollen Dunkelheit, mit der er sich während einer Geschäftsreise nach Prag in den 1970er Jahren auseinandersetzen musste. Ein Klezmer-Teil am Ende von „Wizard of Altai Mountains“ ist z. B. ein Hinweis auf die Atmosphäre im jüdischen Teil Prags während des Zweiten Weltkrieges – inspiriert durch die Geschichte von Petr Ginz.

## Diskografie

### Studioalben
- 2003: Bravo
- 2004: When Earth Lets Go
- 2005: Firebird
- 2007: Night
- 2009: Tick Tock
- 2011: Missa Atropos
- 2012: March of Ghosts
- 2014: Demon
- 2015: Molok
- 2018: Soyuz
- 2020: Fireworker

### EPs
- 2002: Get It While It’s Cold (37°C)

### Livealben
- 2010: Live at Loreley
- 2011: London
- 2015: Night of the Demon
- 2022: Fireworking at St. Croix